# Campo Grande (Misiones)
Campo Grande ist die Hauptstadt des Departamento Cainguás in der Provinz Misiones im Nordosten Argentiniens. In der Klassifikation der Gemeinden der Provinz gehört der Ort zu den Gemeinden der 1. Kategorie. 1991 hatte der Ort erst 3.923 Einwohner, die Bevölkerung nahm bis 2001 somit um fast 35 % zu.

## Geschichte
Das Gründungsdatum der Stadt ist der 29. März 1946.